# 袁菱
袁菱（1967年10月—），四川顺庆人，中华人民共和国政治人物。
袁菱1967年10月出生于四川南充，1986年5月加入中国共产党，1988年7月毕业于西南师范大学。2001年7月，袁菱始任西充县副县长。2002年6月为正处级，2006年9月当选蓬安县委副书记，2007年5月当选为代县长。2007年6月当选为县长，2011年11月为县委书记，为全国不多的几个女县委书记之一。2013年8月，袁菱“涉嫌严重违纪”，原因为重庆电视台记者邱朝举在其微博中发表了一篇名为《四川蓬安县委书记袁菱花200万扶贫款建雕塑保升官发财仕途平安》的博文，2013年9月18日，袁菱被“接受组织调查”。2013年12月，和袁菱关系密切的四川省政协主席李崇禧被中纪委调查，据称她是李崇禧的情妇。
袁菱在1988年从西南师范大学毕业后，到2001年任西充县副县长，一直在西南石油大学，先后任教，并在西南石油大学团委任干事，副书记和书记，由于袁是体育系毕业，其教职为体育老师的概率比较大。而周永康之子周滨与1988年至1992年间恰好在西南石油大学就读于科技英语专业，尚未无法确认袁周二人是否是师生之缘。